# Christoph Prasch
Christoph Prasch (* 20. Juli 2005) ist ein österreichischer Fußballspieler.

## Karriere
Prasch begann seine Karriere beim USV Hartberg Umgebung. Zur Saison 2018/19 wechselte er in die Jugend des TSV Hartberg. Im Februar 2023 wechselte er zu den Amateuren des Zweitligisten SV Lafnitz. Bis zum Ende der Saison 2022/23 kam er für Lafnitz II zu zwölf Einsätzen in der Landesliga.
Zur Saison 2023/24 rückte Prasch in den Profikader der Steirer. Sein Debüt in der 2. Liga gab er dann im September 2023, als er am siebten Spieltag jener Saison gegen den SV Horn in der Nachspielzeit für André Leipold eingewechselt wurde.